# Birpur
Birpur is een notified area in het district Supaul van de Indiase staat Bihar. 

## Demografie
Volgens de Indiase volkstelling van 2001 wonen er 17.730 mensen in Birpur, waarvan 54% mannelijk en 46% vrouwelijk is. De plaats heeft een alfabetiseringsgraad van 56%. 